# International Marxist Review
«International Marxist Review» («Международное марксистское обозрение») — англоязычный теоретический и аналитический журнал Четвертого интернационала.

## Краткое описание
Запущен в 1982 году параллельно с существующим франкоязычным журналом «Quatrieme internationale» («Четвертый интернационал»). Было издано 15 выпусков журнала до 1995 года, когда он был объединен с «International Viewpoint». ISSN журнала — 0269-3739 и 1024-8234.
Ключевые темы изданных номеров журнала:
- 1-й номер: «Необходимость революционного интернационала»; «Франция под властью Миттерана».
- 2-й номер: «„Черная“ революция в Южной Африке»; «Земельный вопрос в Латинской Америке».
- 3-й номер: «Новые лица феминизма»; «Борьба против апартеида и классовая борьба».
- 4-й номер: «Наследие Антонио Грамши»; «Уроки Гренады».
- 5-й номер: «Значение Горбачева»; «Революционная стратегия в Европе».
- 6-й номер: «Латинская Америка после Че Гевары»; «Мораль и революция в современном мире».
- 7-й номер: «50 лет Четвертого интернационала»; «Основа для Четвертого интернационала продолжает существовать».
- 8-й номер: «Европа: большой блеф 1992 года»; «Динамика европейской интеграции».
- 9-й номер: «Национальный вопрос в истории СССР и сегодня».
- 10-й номер: «Центральная Америка»; «Окружающая среда»; «Национальный вопрос в Испании и Ирландии».
- 11-й/12-й номер: документы 11-го мирового конгресса Четвертого интернационала.
- 13-й номер: «СССР: после перестройки — что дальше?»; «Польша»; «Китай»; «Югославия».
- 14-й номер: «Защита марксизма сегодня: рыночная идеология»; «Феминизм»; «Левые в США».
- 15-й номер: «Новый экономический порядок капитализма»; «Реструктуризация процесса труда».